# Abronia frosti
Espèce
Statut de conservation UICN

 CR B1ab(iii) : 
En danger critique
Abronia frosti est une espèce de sauriens de la famille des Anguidae.

## Répartition
Cette espèce est endémique du département de Huehuetenango au Guatemala. Elle se rencontre vers 2 835 m d'altitude dans la Sierra de los Cuchumatanes.

## Étymologie
Cette espèce est nommée en l'honneur de Darrel Richmond Frost.

## Publication originale
- Campbell, Sasa, Acevedo & Mendelson, 1998 : A new species of Abronia (Squamata: Anguidae) from the High Cuchumatanes of Guatemala. Herpetologica, vol. 54, n. 2, p. 221-234.